# Кинбурн (транспорт)
«Кинбурн» — парусный транспорт, а затем брандер Черноморского флота Российской империи, участник Крымской войны. Во время несения службы использовался для грузовых перевозок между черноморскими портами и крейсерских плаваний, во время Крымской войны был переоборудован в брандер, но в боевых действиях участия не принимал и был затоплен во время обороны Севастополя.

## Описание транспорта
Транспортное судно с деревянным корпусом и парусным вооружением шхуны. Водоизмещение транспорта составляло 176 тонн, длина — 21,1 метра, ширина — 5,9 метра и осадка 4 метра. В качестве артиллерийского вооружения на судне были установлены две 3-фунтовых чугунных пушки.

## История службы
Транспорт «Кинбурн» был заложен на стапеле Николаевского адмиралтейства 19 ноября (1 декабря) 1837 года и после спуска на воду 10 (22) сентября 1838 года вошёл в состав Черноморского флота России. Строительство вёл кораблестроитель штабс-капитан Г. В. Афанасьев.
В 1839 году выходил в плавания в Азовское и Чёрное моря.
В кампании с 1841 по 1843 год использовался для грузовых перевозок между портами Чёрного моря, в кампанию 1842 года также выходил в крейсерские плавания к берегам Абхазии.
Зимой 1843—1844 годов находился на тимберовке в Севастополе, после чего с 1844 по 1848 год вновь использовался для грузовых перевозок между черноморскими портами, а в кампанию 1846 года также совершал крейсерские плавания вдоль восточного берега Чёрного моря и у берегов Крыма.
В кампании с 1849 по 1851 год совершал плавания в Чёрном море. В кампании 1852 и 1853 годов также выполнял грузовые перевозки между портами Чёрного моря.
Принимал участие в Крымской войне, после начала боевых действий был переоборудован в брандер и занял пост в Килен-бухте в Севастополе, где находился до 1854 года. В ноябре 1854 года во время обороны Севастополя был затоплен по приказу адмирала П. С. Нахимова во избежание нанесения повреждений укреплениям Севастополя в случае попадания в него неприятельских снарядов. После окончания войны 5 (17) октября 1859 года был поднят со дна, отремонтирован и вновь введён в состав флота.

## Командиры судна
Командирами транспорта «Кинбурн» в разное время служили:
- лейтенант И. П. Комаровский (1841 год)[18];
- лейтенант Н. И. Викорст (1842—1848 годы)[19];
- А. П. Сахновский (1852 год);
- капитан-лейтенант В. И. Генбачев (1853 год)[15].